# آرارواما
آرارواما (به پرتغالی: Araruama) یک منطقهٔ مسکونی در برزیل است که در ریو دو ژانیرو واقع شده‌است. آرارواما ۶۳۳٫۷۹۵ کیلومتر مربع مساحت و ۱۳۴٬۲۹۳ نفر جمعیت دارد و ۱۵ متر بالاتر از سطح دریا واقع شده‌است.